# 秋元景朝
秋元景朝（1525年—1587年12月11日），日本戰國時代至安土桃山時代的武將。初名元景。別名行朝。父親是秋元政朝。妻子是妙耕院（上杉憲政的養女）。

## 生平
在大永5年（1525年）出生。天文10年（1541年），離開祖傳之地秋元，成為深谷上杉家上杉憲賢的家臣，拜領上野台和瀧瀨2村。以重臣身份與後北條氏戰鬥，不過跟隨主家降於北條家。在天正15年11月12日（1587年12月11日）死去。享年62歲。

## 人物
- 一說指是熊野大神社的造營者，不過現今的是在江戶時代後期改修。

- 與岡谷加賀守（岡谷清英）、井草左衛門、上原出羽守一同被稱為「深谷上杉氏四天王」。